# Sumator (electronică)
În electronică un sumator este un circuit digital (circuit integrat logic) care realizează adunarea a două sau mai multe numere. În cele mai multe calculatoare sumatoarele sunt folosite nu numai în unitățile aritmetice logice (UAL, în engleză ALU) ci și în alte părți ale unităților centrale de procesare (UCP, în engleză CPU), unde ele servesc la calculul adreselor, de indici tabelari etc. Sumatorul digital poate să execute nu numai adunări ci și operația aritmetică de scădere, caz în care se folosește reprezentarea numelor în cod invers sau în cod complement. Este vorba de utilizarea aceleiași funcții de adunare, de această dată cu un exponent număr negativ. Cu toate că sumatoarele pot fi construite pentru diferite reprezentări numerice, cele mai multe dintre ele operează cu numere binare.

## Combinațial și secvențial (paralel și serie)
După modul de lucru cu cifrele binare, sumatoarele sunt:
- Sumatoare-paralel, care lucrează combinațional pentru a aduna două cifre binare.
- Sumatoare-serie, care lucrează secvențial pentru a aduna două cifre binare (pe secvențe, controlate frecvent de semnale de tact).

Circuitul sumator combinațional este o transpunere electrotehnică a funcției boole-ene valabilă pentru însumare. Spre deosebire de circuitele secvențiale, circuitele combinaționale nu funcționează cu interne stări intermediare (în timp) și nici cu legături de reacție de la ieșiri  spre intrări. Fiecare configurație a vectorilor de intrare (valori binare) are ca urmare, la ieșiri, o  configurație de stări precis definită. Circuitele sumatoare secvențiale au legături inverse (reacții) și au valorile de ieșire dependente de intrări și de stările lor interne.                   

## Tabelă de adevăr
Un sumator care face adunarea a două numere binare și totodată poate să preia o valoare de "transport" rezultată din o adunare anterioară, realizând o sumă-rezultat (S) și eventual un "transport" de ieșire este denumit sumator integral sau "sumator complet". Un sumator integral face astfel în fapt, adunarea a trei numere binare de 1-bit (un bit), și scoate rezultatul prin două ieșiri binare. Intrările circuitului sunt frecvent notate cu A, B (cele două numere de adunat) și Tin (în engleză: Cin), iar ieșirile cu S și Tieș (în engleză: Cout). Tabela de adevăr a circuitului arată astfel: 
| Intrări | Intrări | Intrări | Ieșiri | Ieșiri |
| A       | B       | T in    | T ieș  | S      |
| ------- | ------- | ------- | ------ | ------ |
| 0       | 0       | 0       | 0      | 0      |
| 1       | 0       | 0       | 0      | 1      |
| 0       | 1       | 0       | 0      | 1      |
| 1       | 1       | 0       | 1      | 0      |
| 0       | 0       | 1       | 0      | 1      |
| 1       | 0       | 1       | 1      | 0      |
| 0       | 1       | 1       | 1      | 0      |
| 1       | 1       | 1       | 1      | 1      |